# Isla Mill
La isla Mill es un isla con un campo de hielo, con unas dimensiones de 25 millas por 16 millas, situada a 25 millas al norte de las colinas Bunger. La isla Mill está localizada en las coordenadas 65°30′S 100°40′E / -65.500, 100.667. La isla Mill fue descubierta en febrero de 1936 por William Scoresby, y llamada así en honor a Hugh Robert Mill.

## Reclamación territorial
La isla es reclamada por Australia como parte del Territorio Antártico Australiano, pero esta reclamación está sujeta a las disposiciones del Tratado Antártico.
- Datos: Q2705728